# Xuân Sơn, Vạn Ninh
Xuân Sơn là một xã thuộc huyện Vạn Ninh, tỉnh Khánh Hòa, Việt Nam.
Xã Xuân Sơn có diện tích 35,5 km², dân số năm 1999 là 3657 người, mật độ dân số đạt 103 người/km².